# Радогоща
Радого́ща — село в Україні, в Лугинській селищній громаді Житомирської області. Населення становить 266 осіб.

## Географія
Селом протікає річка Могилянка.

## Історія
Перша письмова згадка про село має місце у грамоті Великого князя Литовського Вітовта, написаній 2 липня 1396 року в Луцьку.
На карті боліт Полісся Даніеля Цвікера 1650 року [Архівовано 12 листопада 2021 у Wayback Machine.], на якій позначено розповсюдження кошенілі [Архівовано 22 січня 2022 у Wayback Machine.], Радогоща (Radohoßcza) позначена як місце збору червця[джерело?]. 
У XVII ст. село належало до Києво-Микільського Пустинного монастиря, 31 березня 1681 року король Польщі Ян III Собеський звільняє маєтки Шепеличі, Ворохобовичі, Дранки, Зубковичі, Літки, Остапи та Радогоща в Овруцькому повіті Київського воєводства, що належать Києво-Пустинно-Микільському монастиреві, від зборів на утримання війська і від постоїв
У 1906 році в селі мешкало 398 осіб, налічувалось 134 дворових господарства.
У 1923—54 роках — адміністративний центр Радогощанської сільської ради Лугинського району Житомирської області.

## Відомі люди
- Оліферчук Юрій Леонтійович (1992—2014) — солдат Збройних сил України, учасник російсько-української війни.